# Якоби, Николай Борисович
Николай Борисович Якоби (1839, Санкт-Петербург — 1902, Санкт-Петербург) — русский судья и прокурор, сенатор и тайный советник.

## Биография
Сын немецкого физика еврейского происхождения Бориса Семёновича Якоби (1801—1874) от брака с Анной Григорьевной, урождённой Рохановской. Родился 17 (29) ноября 1839 года в Санкт-Петербурге. Из семи братьев и сестёр только двое достигли зрелости. Старший брат Владимир (1836—1884) стал известен изобретением вибрационного телефонного аппарата.
Дарованное отцу за заслуги перед отечественной наукой потомственное дворянство дало возможность Николаю Якоби поступить в Императорское Училище правоведения. В 1859 году он был выпущен из училища в чине титулярного советника.
В 1862—1864 гг. участвовал в работе комиссии по составлению проектов Судебных уставов. В 1870-е — 1890-е гг. — товарищ председателя Санкт-Петербургского окружного суда, прокурор Санкт-Петербургского окружного суда, товарищ обер-прокурора при Правительствующем Сенате.
А. В. Никитенко, который в 1873 году исполнял обязанности старшины присяжных заседателей окружного суда, писал в дневнике, что председатель суда Н. Б. Якоби, «отличавшийся способностью и благородством», в спорных случаях разъяснял присяжным тонкости судопроизводства и наличие в законах условий возможного смягчения приговора.
На исходе жизни, 14 июня 1895 года, назначен сенатором соединённого присутствия первого (распорядительного) и уголовного кассационного департаментов Сената. Писатель В. С. Пикуль указывает на участие Якоби в спиритических сеансах.
Умер в санкт-Петербурге в 1902 году, 10 апреля или 15 апреля. Похоронен на Смоленском православном кладбище.

## Мнения и оценки
А. Ф. Кони, бывший в 1885—1896 гг. обер-прокурором Сената и, соответственно, руководителем Н. Б. Якоби, которого современники считали «человеком порядочным, хотя и тяжкодумом», писал, что отстаивая свою точку зрения, тот говорил: «Я не могу принять заключения вашего превосходительства, потому что это значило бы поступить против присяги, так как я её понимаю». В жизни же Н. Б. Якоби был «добрый семьянин и человек очень остроумный».

## Семья
Жена Екатерина Карловна Хансен во время блокады Ленинграда была вывезена немцами из Царского Села в Германию вместе с дочерьми Анастасией (1882—1973) и Елизаветой (1885—1974). Умерла в г. Кониц, (нем. Konitz) 15 декабря 1942 г.. Анастасия была замужем за генералом Г. А. Армадеровым. Сын Пётр (1876—1941) писал стихи, разрабатывал законодательство независимой Латвии, в 1940 году репрессирован и спустя год погиб в ГУЛАГе.

## Якоби и Чайковский
Н. Б. Якоби учился и окончил Училище правоведения одновременно с П. И. Чайковским. Внимание к музыкальному воспитанию учеников было одной из особенностей системы преподавания. Как рассказывали выпускники, увлечение музыкой было столь велико, что временами Училище правоведения напоминало консерваторию. Памяти основателя училища принца П. Г. Ольденбургского Чайковский посвятил «Правоведческую песнь», написанную в 1885 г.. Музыка была написана на собственные стихи композитора.
Жена Н. Б. Якоби — Екатерина Карловна была талантливой пианисткой, ученицей А. Г. Рубинштейна. Официальное положение мужа-сенатора не позволяло ей давать публичные концерты, но они часто вместе с Николаем Борисовичем, который прекрасно играл на виолончели, музицировали и в своём доме в Царском Селе, и в гостях. Младшая дочь Елизавета тоже была очень музыкальна, училась в консерватории по классу пения. Бывал в их доме и Чайковский, с которым Н. Б. Якоби связывали не только годы совместной учёбы, но и музыка.
По версии А. А. Орловой, именно в квартире Н. Б. Якоби в Царском Селе состоялся «суд чести» однокашников П. И. Чайковского, ставший причиной смерти композитора. По семейным воспоминаниям, о такой версии смерти Чайковского в их семье никогда не говорили.
Отдал дань семейному увлечению музыкой и сын Н. Б Якоби (тоже выпускник Училища правоведения), Пётр Николаевич, который опубликовал в латвийском журнале «Для вас» ряд работ о творчестве П. И. Чайковского:
- «Исповедь композитора» (под псевдонимом П. Вольский) // «Для Вас». — 1939. — № 1-25;
- «Чайковский в Московской консерватории» // «Для Вас». — 1940. — № 14;
- «Человек в Кембридже» // «Для Вас». — 1940. — № 16;
- «Великий русский композитор» // «Для Вас». — 1940. — № 19.